# EuroHockey Club Champions Cup 1983 (Herren, Feld)
Der zehnte offizielle von der European Hockey Federation ausgetragene EuroHockey Club Champions Cup der Herren im Hockey fand vom 20. bis 23. Mai 1983 im niederländischen Den Haag statt. In der A-Division nahmen acht Clubs aus acht Ländern teil. Europapokalsieger wurde der Vertreter der Sowjetunion Titelverteidiger Dinamo Alma-Ata, der sich im Endspiel wie im Vorjahr gegen den gastgebenden HC Klein Zwitserland durchsetzte.
Die Länder der sechs bestplatzierten Clubs qualifizierten sich für den EuroHockey Club Champions Cup 1984. Die beiden letztplatzierten Nationen spielten ein Jahr später in der B-Division (spätere Bezeichnung Club Trophy).

## EuroHockey Club Champions Cup
Gruppe A
Freitag, 20. Mai 1983
- Southgate HC  – Amiens SC  5:0
- Dinamo Alma-Ata  – HC Heidelberg  1:1

Samstag, 21. Mai 1983
- Dinamo Alma-Ata  – Amiens SC  3:1
- Southgate HC  – HC Heidelberg  2:1

Sonntag, 22. Mai 1983
- HC Heidelberg  – Amiens SC  0:0
- Southgate HC  – Dinamo Alma-Ata  0:1

| .   |                 |      |        |
| Pos | Verein          | Tore | Punkte |
| 1.  | Dinamo Alma-Ata | 5:2  | 5:1    |
| 2.  | Southgate HC    | 7:2  | 4:2    |
| 3.  | HC Heidelberg   | 2:3  | 2:4    |
| 4.  | Amiens SC       | 1:8  | 1:5    |

Gruppe B
Freitag, 20. Mai 1983
- HC Klein Zwitserland  – Rock Gunners HC  7:0
- Royal Uccle Sport  – Real Club de Polo  2:2

Samstag, 21. Mai 1983
- HC Klein Zwitserland  – Real Club de Polo  2:0
- Royal Uccle Sport  – Rock Gunners HC  5:0

Sonntag, 22. Mai 1983
- Royal Uccle Sport  – HC Klein Zwitserland  1:3
- Rock Gunners HC  – Real Club de Polo  0:6

| .   |                      |      |        |
| Pos | Verein               | Tore | Punkte |
| 1.  | HC Klein Zwitserland | 12:1 | 6:0    |
| 2.  | Real Club de Polo    | 8:4  | 3:3    |
| 3.  | Royal Uccle Sport    | 8:5  | 3:3    |
| 4.  | Rock Gunners HC      | 0:18 | 0:6    |

Platzierungsspiele
Montag, 23. Mai 1983
- Platz 7 4.A – 4.B: Amiens SC  – Rock Gunners HC 2:0
- Platz 5 3.A – 3.B: HC Heidelberg  – Royal Uccle Sport  0:3
- Platz 3 2.A – 2.B: Southgate HC  – Real Club de Polo  3:1
- Finale  1.A – 1.B: Dinamo Alma-Ata  – HC Klein Zwitserland  4:2

Endstand
- 1. Dinamo Alma-Ata  Euro Hockey Club Champions Cup 1983
- 2. HC Klein Zwitserland
- 3. Southgate HC
- 4. Real Club de Polo
- 5. Royal Uccle Sport
- 6. HC Heidelberg
- 7. Amiens SC  (Abstieg für Frankreich zur EuroHockey Club Champions Trophy 1984)
- 8. Rock Gunners HC  (Abstieg für Gibraltar zur EuroHockey Club Champions Trophy 1984)

## EuroHockey Club Champions Trophy
Die EuroHockey Club Champions Trophy, damals noch unter dem Namen B-Division, fand vom 20. – 23. Mai 1983 in der jugoslawischen Stadt Subotica statt. Sie bildete den Unterbau zum EuroHockey Club Champions Cup. Die Clubs spielten neben dem Titel auch um den Aufstieg ihrer nationalen Verbände für die folgende Europapokalsaison.
Gruppe A
Freitag, 20. Mai 1983
- Banbridge HC  – HC Rotweiss Wettingen  1:0
- Suboticanka  – Post SV Wien   0:0

Samstag, 21. Mai 1983
- Banbridge HC  – Post SV Wien  7:0
- Suboticanka  – HC Rotweiss Wettingen  1:0

Sonntag, 22. Mai 1983
- HC Rotweiss Wettingen  – Post SV Wien  5:3
- Suboticanka  – Banbridge HC  0:1

| .   |                       |      |        |
| Pos | Verein                | Tore | Punkte |
| 1.  | Banbridge HC          | 9:0  | 6:0    |
| 2.  | Suboticanka           | 1:1  | 3:3    |
| 3.  | HC Rotweiss Wettingen | 5:5  | 2:4    |
| 4.  | Post SV Wien          | 3:12 | 1:5    |

Gruppe B
Freitag, 20. Mai 1983
- Marilena Roma  – Cardiff HC  2:1

Samstag, 21. Mai 1983
- Marilena Roma  – Slavia Prag  3:0

Sonntag, 22. Mai 1983
- Slavia Prag  – Cardiff HC  1:1

| .   |               |      |        |
| Pos | Verein        | Tore | Punkte |
| 1.  | Marilena Roma | 5:1  | 4:0    |
| 2.  | Cardiff HC    | 2:3  | 1:3    |
| 3.  | Slavia Prag   | 1:4  | 1:3    |

Platzierungsspiele
Montag, 23. Mai 1983
- Platz 5 3.A – 3.B: HC Rotweiss Wettingen  – Slavia Prag 0:1
- Platz 3 2.A – 2.B: Suboticanka  – Cardiff HC 5:0
- Finale  1.A – 1.B: Banbridge HC  – Marilena Roma 0:2

Endstand
- 1. Marilena Roma  (Aufstieg für Italien zum EuroHockey Club Champions Cup 1984)
- 2. Banbridge HC  (Aufstieg für Irland zum EuroHockey Club Champions Cup 1984)
- 3. Suboticanka
- 4. Cardiff HC
- 5. Slavia Prag
- 6. HC Rotweiss Wettingen
- 7. Post SV Wien

## Quelle
Deutsche Hockey Zeitung Mai 1983